# Coppa Lalla Meryem
La Coppa Lalla Meryem (in francese: Coupe Lalla Meryem de Golf; in inglese: Lalla Meryem Cup) è un torneo di golf femminile, che si svolge annualmente in Marocco dal 1993 parallelamente all'Hassan II Golf Trophy, maschile. Come il torneo maschile, prende il nome di un membro della famiglia reale del Marocco, la principessa Lalla Meryem.

## Storia
Dalla fondazione al 2010 si è svolto a Rabat, dal 2011 al 2015 ad Agadir, per poi fare ritorno nella capitale marocchina nel 2016.
A partire dal 2010 fa parte del Ladies European Tour, mentre in precedenza era un torneo ad inviti limitato a 12 giocatrici.
L'edizione 2020, prevista ad inizio giugno, venne rinviata a causa della pandemia di Covid-19.

## Albo d'oro

### Torneo delLadies European Tour
| Anno | Vincitrice       | Paese       | Punteggio       | al par   | Margine di vittoria | Seconda                       | Montepremi (€) | Note          |
| ---- | ---------------- | ----------- | --------------- | -------- | ------------------- | ----------------------------- | -------------- | ------------- |
| 2023 | Maja Stark       | Svezia      | 71-67-69=207    | −12      | 4 colpi             | Linn Grant                    | 450,000        |               |
| 2020 | Rinviata         | Rinviata    | Rinviata        | Rinviata | Rinviata            | Rinviata                      | Rinviata       | [ 1 ]         |
| 2019 | Nuria Iturrios   | Spagna      | 68-71-70-70=279 | −3       | 7 colpi             | Lina Boqvist Caroline Hedwall | 450,000        | [ 3 ]         |
| 2018 | Jenny Haglund    | Svezia      | 75-72-68-70=285 | −3       | Playoff             | Sarah Kemp Klára Spilková     | 450,000        | [ 4 ]         |
| 2017 | Klára Spilková   | Rep. Ceca   | 69-74-71-66=280 | −8       | 1 colpo             | Suzann Pettersen              | 450,000        | [ 5 ]         |
| 2016 | Nuria Iturrios   | Spagna      | 70-72-70-65=277 | −11      | 6 colpi             | Florentyna Parker             | 450,000        |               |
| 2015 | Gwladys Nocera   | Francia     | 68-65-68-70=271 | −13      | 2 colpi             | Nicole Garcia                 | 450,000        | [ 6 ] [ 7 ]   |
| 2014 | Charley Hull     | Inghilterra | 68-71-68-62=269 | −15      | Playoff             | Gwladys Nocera                | 450,000        | [ 8 ] [ 9 ]   |
| 2013 | Ariya Jutanugarn | Thailandia  | 69-67-67-67=270 | −14      | 3 colpi             | Beth Allen                    | 325,000        | [ 10 ] [ 11 ] |
| 2012 | Karen Lunn       | Australia   | 72-66-68-66=272 | −12      | 3 colpi             | Tandi Cuningham               | 325,000        | [ 12 ]        |
| 2011 | Zuzana Kamasova  | Slovacchia  | 71-68-71-76=286 | −2       | 2 colpi             | Kiran Matharu                 | 325,000        | [ 13 ]        |
| 2010 | Anja Monke       | Germania    | 71-68-69=208    | −8       | 1 colpo             | Carin Koch                    | 275,000        | [ 14 ]        |

### Trofeo a inviti (1993-2008)
| Anno | Vincitrice             | Paese         | Note  |
| ---- | ---------------------- | ------------- | ----- |
| 2009 | Non disputato          | Non disputato | [ 2 ] |
| 2008 | Laura Davies           | Inghilterra   | [ 2 ] |
| 2007 | Gwladys Nocera         | Francia       | [ 2 ] |
| 2006 | Sophie Sandolo         | Italia        | [ 2 ] |
| 2005 | Ana Belén Sánchez      | Spagna        | [ 2 ] |
| 2004 | Non disputato          | Non disputato | [ 2 ] |
| 2003 | Johanna Head           | Inghilterra   | [ 2 ] |
| 2002 | Johanna Head           | Inghilterra   | [ 2 ] |
| 2001 | Marine Monnet          | Francia       | [ 2 ] |
| 2000 | Elisabeth Esterl       | Germania      | [ 2 ] |
| 1999 | Lora Fairclough        | Inghilterra   | [ 2 ] |
| 1998 | Sophie Gustafson       | Svezia        | [ 2 ] |
| 1997 | Diane Barnard          | Inghilterra   | [ 2 ] |
| 1996 | Lora Fairclough        | Inghilterra   | [ 2 ] |
| 1995 | Amaia Arruti           | Spagna        | [ 2 ] |
| 1994 | Gillian Stewart        | Inghilterra   | [ 2 ] |
| 1993 | Marie-Laure de Lorenzi | Francia       | [ 2 ] |